# Von Ormy
La ville de Von Ormy (en anglais [vɒn ˈɔːrmi]) est située dans le comté de Bexar, dans l’État du Texas, aux États-Unis. Sa population s’élevait à 1 086 habitants lors du recensement de 2010.

## Histoire
Pendant la révolution texane, Antonio López de Santa Anna a campé à Von Ormy avant sa marche finale vers le fort Alamo.

## Source
- (en) Cet article est partiellement ou en totalité issu de l’article de Wikipédia en anglais intitulé « Von Ormy, Texas » (voir la liste des auteurs).

1. ↑  « Population and Housing Unit Estimates » (consulté le 9 juin 2017)
2. ↑  « Census of Population and Housing » [archive du 12 mai 2015], Census.gov (consulté le 4 juin 2015)